# Sylvana Simons
Silvana Hildegard "Sylvana" Simons (Paramaribo, Surinam, 31 de enero de 1971) es una política neerlandesa de origen surinamés y ex presentadora de televisión. Fue miembro de la Cámara de Representantes entre 2021 y 2023 en representación de BIJ1, un partido igualitario antirracista fundado por Simons en 2016.
Nació en Surinam y se trasladó a los Países Bajos siendo una niña. Fue bailarina en la vida nocturna de Ámsterdam antes de convertirse en VJ del nuevo canal musical TMF en 1995.Simons lo dejó cuatro años más tarde para incorporarse a SBS Broadcasting, donde presentó la serie de telerrealidad De bus (2000). Posteriormente pasó casi una década en RTL Nederland, presentando las primeras temporadas de TV makelaar (2001-05) sobre la compra de viviendas y el programa de los sábados por la noche Bailando con las estrellas (2005-07). A partir de 2009, Simons trabajó algunos años en la radiodifusión pública como presentadora en Radio 6 y para la asociación NPS.
Pasó a la política en 2016, cuando se unió al partido de derechos de las minorías DENK. Su cambio de carrera se produjo después de que el año anterior cuestionara un término que consideraba racialmente insensible durante el programa de entrevistas De wereld draait door. Su denuncia del racismo institucional -y en especial de Zwarte Piet, el compañero de Sinterklaas disfrazado de negro- provocó duras críticas en las redes sociales, así como comentarios racistas y amenazas. Simons abandonó DENK al cabo de siete meses para fundar su propio partido político, Artikel 1, que más tarde pasó a llamarse BIJ1. No obtuvo escaño en las elecciones generales de 2017, pero fue elegida concejal de Ámsterdam al año siguiente. Simons se convirtió en la primera líder parlamentaria negra de la historia de Holanda tras su elección a la Cámara de Representantes en 2021.